# Joseph Jean-Marie Mordrelle
Pour les articles homonymes, voir Mordrelle.
Joseph Mordrelle  est un général de division français, commandant la 71e division d'infanterie de 1915 à 1917.

## Biographie
Joseph, Jean, Marie Mordrelle est né le 17 septembre 1863 à Hédé(Ille-et-Vilaine), fils de Jean-Baptiste, Joseph-François Mordrelle, menuisier et de Marie-Louise Piot. Il se marie le 9 décembre 1897 avec Mlle Antoinette Angéline Maricot. Il décède le 5 septembre 1942. Il est le père de Olier Mordrel.

## Carrière militaire

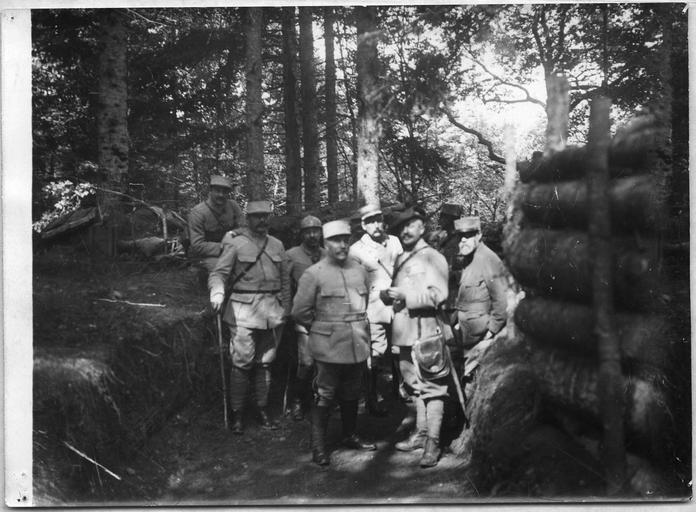
Le général Mordrelle visite les tranchées près de Badonviller le 6 septembre 1915.

Le 31 octobre 1883, il est admis à l'École de Saint-Cyr, 68e promotion dite promotion de Madagascar.

Le général Mordrelle a combattu au Tonkin (1889-1892), en Chine (1900-1901).

### Grades
- 31/10/1883 : élève officier à l'École spéciale militaire de Saint-Cyr
- 01/10/1885 : sous-lieutenant d'infanterie
- 16/04/1888 : lieutenant
- 05/04/1894 : capitaine
- 19/10/1899 : chef de bataillon
- ... : lieutenant-colonel
- 1911 : colonel
- 1916 : général de brigade
- 1917 : général de division

### Postes
- 1885 : sous-lieutenant d'infanterie au 3e RIMa
- 1886 : sous-lieutenant au Régiment de tirailleurs sénégalais
- 1887 : sous-lieutenant au 3e RIMa
- 1888 : lieutenant au 3e RIMa
- 1889 : lieutenant au 2e régiment de tirailleurs tonkinois
- 1892 : lieutenant au 5e régiment d'infanterie de marine
- 1894 : lieutenant d'état-major de la 3e Brigade
- 1894 : capitaine à l'École supérieure de guerre
- 1898 : capitaine à l'état-major du Ministère de la Marine
- 1899 : capitaine à l'état-major du Gouverneur militaire de Paris
- 1900 : chef de bataillon à l'état-major particulier du Corps Expéditionnaire de Chine
- 1901 : chef de bataillon au 5e RIC
- 1901 : chef de bataillon à l'état-major particulier de l'état-major de l'Armée
- 1911 : colonel commandant le 3e RIC
- 1915 : général de brigade commandant la 71e division d'infanterie
- 1920 : général de division commandant supérieur des troupes du Groupe de l'Afrique Occidentale Française
- 1923 : général de division commandant la 6e Région Militaire à Metz

### Décorations
|  |  |  |  |
|  |  |  |  |

#### Intitulés
- Légion d'honneur : chevalier (11/07/1901), officier (04/06/1911), commandeur (27/04/1916), grand officier (16/06/1920)[1]
- Médaille coloniale avec agrafe CONGO
- Médaille commémorative du Tonkin
- Médaille commémorative de l'expédition de Chine (1901)
- Ordre du Dragon d'Annam
- Ordre royal du Cambodge